# 山靜縣
山静县（越南语：／）是越南广义省下辖的一个县。面积243.41平方千米，2013年总人口103000人。

## 地理
山静县东接广义市，西接茶蓬县，北接平山县，南接思义县，西南接山河县。

## 历史
2013年12月12日，山静市镇、静印西社、静印东社、静安社、静隆社、静洲社、静善社、静溪社、静和社、静奇社1市镇9社和思义县3社划归广义市管辖。
2024年11月14日，越南国会常务委员会通过决议，自2025年1月1日起，静河社和静山社部分区域合并为静河市镇。

## 行政区划
山靜縣下辖1市镇10社，县莅静河市镇。
- 静河市镇（Thị trấn Tịnh Hà）
- 静北社（Xã Tịnh Bắc）
- 静平社（Xã Tịnh Bình）
- 静东社（Xã Tịnh Đông）
- 静江社（Xã Tịnh Giang）
- 静协社（Xã Tịnh Hiệp）
- 静明社（Xã Tịnh Minh）
- 静丰社（Xã Tịnh Phong）
- 静山社（Xã Tịnh Sơn）
- 静寿社（Xã Tịnh Thọ）
- 静茶社（Xã Tịnh Trà）

## 经济
山靜縣以农业为主，近年工业产业发展较快，有静丰工业区等工业区。

## 旅游
山靜縣主要风景名胜有位于静溪社的美溪海滩。此外，其他名胜古迹还有美莱村屠杀遗址等。